# Sansais
Sansais é uma comuna francesa na região administrativa da Nova Aquitânia, no departamento de Deux-Sèvres. Estende-se por uma área de 14,94 km². Em 2010 a comuna tinha 807 habitantes (densidade: 54 hab./km²).